# Saint-Pierre-Toirac
Saint-Pierre-Toirac – miejscowość i gmina we Francji, w regionie Oksytania, w departamencie Lot. W 2013 roku populacja gminy wynosiła 146 mieszkańców. Przez teren gminy przepływa rzeka Lot. 